# Paulo Gazzaniga
Paulo Dino Gazzaniga Farías (Murphy, 2 de Janeiro de 1992) é um futebolista argentino que atua como goleiro. Atualmente defende o Girona.

## Carreira
Em 2007, quando tinha 15 anos, Gazzaniga deixou o Unión y Cultura, de sua cidade natal, com seu irmão e seu pai para a Espanha, onde se juntou à equipe juvenil do clube espanhol Valencia. No entanto, ele não conseguiu fazer uma aparição no time principal do clube e foi posteriormente dispensado em maio de 2011.[carece de fontes?]

### Gillingham
Em julho de 2011, Gazzaniga assinou um contrato de dois anos com o clube da League Two, Gillingham, para desafiar Ross Flitney pela titularidade. Gazzaniga foi recomendado ao técnico do Gillingham, Andy Hessenthaler, por Gary Penrice, olheiro europeu do Wigan Athletic, após sua liberação do Valencia. Ele fez sua estreia profissional pelo clube em 4 de outubro, em uma derrota em casa por 3-1 para o Barnet na EFL Trophy.

### Southampton
Em 20 de julho de 2012, Gazzaniga assinou um contrato de quatro anos com o recém-promovido Southampton, da Premier League, com Tommy Forecast indo para Gillingham por empréstimo como parte do acordo. Ele descreveu isso como "uma situação louca", mas disse que era como "um sonho".
Gazzaniga fez sua estreia em 28 de agosto em uma vitória por 4-1 contra o Stevenage na segunda rodada da Copa da Liga. Ele fez sua estreia na liga quase um mês depois, em 22 de setembro, em uma vitória por 4-1 contra o Aston Villa.
Gazzaniga foi usado como cobertura para os goleiros Kelvin Davis, Artur Boruc e Fraser Forster, fazendo apenas duas aparições em 2014-15.
Ele fez duas aparições na Premier League na temporada 2015-16, na derrota por 1-0 fora de casa para o Crystal Palace e uma derrota em casa por 2-0 para o Tottenham Hotspur, ambas em dezembro de 2015. Ele assinou um novo contrato de quatro anos com o Southampton em 11 de setembro de 2015.

#### Rayo Vallecano
Em 29 de julho de 2016, Gazzaniga se juntou ao Rayo Vallecano, clube da La Liga 2, por empréstimo para a temporada 2016-17.
Gazzaniga teve atuações boas no clube, e em uma delas, fez 9 defesas contra o UCAM Murcia, na 34ª rodada da La Liga 2 em Múrcia, fazendo com que o time encaminhasse a 5 jogos sem perder.

### Tottenham Hotspur
Em 23 de agosto de 2017, Gazzaniga assinou com o Tottenham Hotspur, clube da Premier League, em um contrato de cinco anos. Ele se reuniu com seu ex-técnico do Southampton, Mauricio Pochettino. Ele fez sua estreia na Premier League pelo clube em 5 de novembro de 2017, jogando na vitória por 1-0 contra o Crystal Palace. Pochettino disse que Gazzaniga teve um desempenho "fantasticamente bom" em sua estreia.
Em 2018-19, depois de atuar pelo Tottenham na Premier League contra Brighton e Huddersfield Town, na Copa da Liga Inglesa contra Watford e West Ham United e na partida em casa da Liga dos Campeões da UEFA contra o PSV, ele ganhou sua primeira convocação para a seleção argentina. Ele se tornou efetivamente o goleiro reserva do Tottenham nesta temporada, tendo começado em mais jogos do que Michel Vorm quando Hugo Lloris não estava disponível.
Na temporada 2019-20, após a lesão no cotovelo de Lloris nos primeiros dez minutos de uma derrota para o Brighton em 5 de outubro de 2019, Gazzaniga teve uma longa temporada como goleiro titular do Spurs.

#### Elche
Após não fazer nenhuma aparição pelo Tottenham, em 1 de fevereiro de 2021, Gazzaniga se juntou ao clube espanhol Elche por empréstimo para o restante da temporada 2020-21. Acabou fazendo apenas 8 aparições pelo clube de Elche.[carece de fontes?]

### Fulham
Após quase 2 meses que Gazzaniga saiu do Tottenham por causa da conclusão de seu contrato, foi contratado pelo Fulham em um contrato de 2 anos. Um reserva de Marek Rodák durante seu primeiro ano, ele foi empurrado para o terceiro goleiro com a chegada de Bernd Leno em agosto de 2022. Ele foi dispensado pelo clube de Londres no final da temporada 2022-23.

### Girona
Em 1 de setembro de 2022, Gazzaniga se juntou ao Girona por empréstimo para a temporada 2022-23. Em 6 de junho de 2023, ele assinou um contrato permanente de dois anos com o clube. Em 14 de fevereiro de 2024, ele estendeu seu contrato com o clube até 2027. Na temporada 2023-24, ele jogou em todas as 38 partidas da La Liga, conseguindo doze jogos sem sofrer gols, o que ajudou seu clube a garantir o terceiro lugar na liga e sua primeira qualificação para a Liga dos Campeões da UEFA.
Em 18 de setembro de 2024, durante a partida inaugural europeia do clube, ele sofreu um gol contra aos 90 minutos, levando a uma derrota por 1 a 0 fora de casa contra o Paris Saint-Germain. No entanto, apenas algumas semanas depois, em 6 de outubro, ele conseguiu defender três pênaltis, incluindo um repetido, na vitória por 2 a 1 sobre o Athletic Bilbao.

## Carreira internacional
Gazzaniga fez sua primeira aparição internacional em 20 de novembro de 2018, saindo do banco para substituir Gerónimo Rulli aos 59 minutos em uma partida amistosa contra o México, e ajudou a manter o placar limpo na vitória por 2 a 0 da Argentina.

## Vida Pessoal
Seu pai é Daniel Gazzaniga, um jogador de futebol, assim como seu irmão Gianfranco, que também joga como goleiro.

## Títulos

#### Fulham
- EFL Championship: 2021-22[35]